# 周清原
周清原（?—?），字浣初，一字雅楫，号且朴，又号蝶周，一号蓉湖，江南武进人。清朝政治人物。
国子监生，由左春坊、左中允董讷荐举博学鸿儒科，试列一等，授翰林院检讨，历官浙江提学使、工部侍郎。著有《浣初词》一卷、《大司农王公骘年谱》、《游雁荡山记》、《借缘轩删定汤霍林先生读书谱》、《司空遗集》、《历代纪事年表》等。